# Jomo Cosmos
Jomo Cosmos FC este un club de fotbal profesionist din orașul Johannesburg, Africa de Sud.

## Istoria clubului
Acest club din Johannesburg a avut aceeași naștere ca și clubul  Kaizer Chiefs. În 1983, fostul jucător profesionist Ephraim Sono, poreclit Jomo Sono, s-a întors în Africa de Sud după cariera sa în Statele Unite. Jomo Sono a cumpărat clubul Highlands Park în 1982. Pentru numele echipei sale, a decis să-și asocieze propria poreclă Jomo și Cosmos, în onoarea fostei sale echipe din New York. Când juca în Africa de Sud, la  Orlando, Sono a primit porecla Jomo (care înseamnă „Săgeată arzătoare”) de către un fan, care vedea în el aceleași calități de conducere ca și cele ale lui Jomo Kenyatta, pe atunci președinte al Keniei. Jomo Sono este profund implicat în noua sa echipă, fiind atât președinte cât și antrenor al acesteia din 1983. Săgețile arzătoare ar fi putut fi porecla noii echipe, dar în cele din urmă a moștenit porecla Prinții, o altă poreclă a lui Jomo Sono. Într-adevăr, în timpul carierei sale, a fost numit și „Prințul negru al fotbalului sud-african”.

## Palmares
| Național | Competiții  | Cea mai bună clasare | Sezoane                |
| -------- | ----------- | -------------------- | ---------------------- |
| Național | Prima ligă  | Campioni             | 1987                   |
| Național | Prima ligă  | Locul :              | 1988                   |
| Național | A doua ligă | Campioni             | 2009, 2011             |
| Național | A doua ligă | Locul :              | 2015                   |
| Național | A doua ligă | Locul :              | 2018                   |
| Național | Cupa        | Campioni             | 1990                   |
| Național | Cupa        | Finalistă :          | 1986, 1991, 1992, 1996 |
| Național | MTN 8       | Campioni             | 2003                   |
| Național | MTN 8       | Finalistă :          | 1991                   |
| Național | Cupa Ligii  | Campioni             | 2002, 2005             |
| Național | Cupa Ligii  | Finalistă :          | 1988, 2001             |